# Poratophilus diplodontus
Poratophilus diplodontus är en mångfotingart som beskrevs av Carl Graf Attems. Poratophilus diplodontus ingår i släktet Poratophilus och familjen Harpagophoridae. Inga underarter finns listade i Catalogue of Life.